# Gramercy Pictures
 (décembre 2023).
Gramercy Pictures était un label américain de production cinématographique . Elle a été fondée le 20 mai 1992 en tant que coentreprise entre PolyGram Filmed Entertainment et Universal Pictures . Gramercy était le distributeur des films PolyGram aux États-Unis et au Canada et servait également de division art et essai d'Universal. Après le rachat de PolyGram par Seagram, Gramercy avec October Films et Interscope Communications ont été fusionnés par Barry Diller pour former USA Films en 1999. Le 20 mai 2015, Focus Features (l'actuelle division art et essai d'Universal) a relancé le nom. en tant que label pour les films de genre d'action, d'horreur et de science-fiction ; le label a été fermé après la sortie de Ratchet et Clank le 29 avril 2016.

## Cinéma

### Années 1990
- La Revanche de Jesse Lee (Posse, 1993)
- King of the Hill (1993)
- Kalifornia (1993)
- Génération rebelle (Dazed and Confused, 1993)
- Le Combat de ma mère (A Home of Our Own, 1993)
- Une femme dangereuse ou L'Incomprise (A Dangerous Woman, 1993)
- Romeo Is Bleeding (1994)
- Les Nuits fauves (Savage Nights, 1994)
- Quatre Mariages et un enterrement (Four Weddings and a Funeral, 1994)
- Backbeat : Cinq Garçons dans le vent (Backbeat, 1994)
- Une épouse trop parfaite (Dream Lover, 1994)
- L'Étudiant étranger (Foreign Student, 1994)
- Priscilla, folle du désert (The Adventures of Priscilla, Queen of the Desert, 1994)
- Un Anglais sous les tropiques (A Good Man in Africa, 1994)
- Sang noir (Jason's Lyric, 1994)
- Drop Squad (1994)
- Double Dragon (1994)
- SFW (1995)
- Petits Meurtres entre amis (Shallow Grave, 1995)
- Before the Rain (1996)
- Candyman 2 (Candyman: Farewell to the Flesh, 1995)
- New Jersey Drive (1995)
- À fleur de peau (The Underneath, 1995)
- Panther (1995)
- Usual Suspects (The Usual Suspects, 1995)
- Canadian Bacon (1995)
- Moonlight et Valentino (Moonlight and Valentino, 1995)
- Les Glandeurs (Mallrats, 1995)
- Carrington (1995)
- La Dernière Marche (Dead Man Walking, 1995)
- La Haine (1996)
- Fargo (1996)
- Jack et Sarah (Jack and Sarah, 1996)
- Le Pire Contre-Attaque (Mystery Science Theater 3000: The Movie, 1996)
- Barb Wire (1996)
- La Ferme du mauvais sort (Cold Comfort Farm, 1996)
- Réactions en chaîne (The Trigger Effect, 1996)
- Grace of My Heart (1996)
- Loch Ness (1996)
- Bound (1996)
- Jude (1996)
- Les Complices de Central Park (I'm Not Rappaport, 1996)
- Portrait de femme (The Portrait of a Lady, 1996)
- Gridlock'd (1997)
- When We Were Kings (1997)
- Le Huitième Jour (The Eighth Day, 1997)
- Meurtre à Tulsa ou Dernier Chantage (Keys to Tulsa, 1997)
- Commandements (Commandments, 1997)
- Twin Town (1997)
- Trop de filles, pas assez de temps (Def Jam's How to Be a Player, 1997)
- Obsessions torrides (Going All the Way, 1997)
- L'Entremetteur (The Matchmaker, 1997)
- Bean (1997)
- Guy (1997)
- I Want You (1998)
- The Big Lebowski (1998)
- Quitte ou double (No Looking Back, 1998)
- Go Now (1998)
- Les Derniers Jours du disco (The Last Days of Disco, 1998)
- Trois Anglaises en campagne (The Land Girls, 1998)
- Entre amis et voisins (Your Friends & Neighbors, 1998)
- Clay Pigeons (1998)
- Le Temps d'un orage (Reach the Rock, 1998)
- Elizabeth (1998)
- The Hi-Lo Country (1999)
- Arnaques, Crimes et Botanique (Lock, Stock and Two Smoking Barrels, 1999)
- Guns 1748 (Plunkett & Macleane, 1999)
- Dans la peau de John Malkovich (Being John Malkovich, 1999)

### Années 2000
- Pitch Black (2000)
- Le Fantôme de Sarah Williams (Waking the Dead, 2000)
- En toute complicité (Where the Money Is, 2000)
- Fou de samba (Mad About Mambo, 2000)
- Nurse Betty (2000)

### Années 2010
- Insidious : Chapitre 3 (Insidious: Chapter 3, 2015)
- Renaissances (Self/less, 2015)
- Sinister 2 (2015)
- The Forest (2016)
- La Chute de Londres (London Has Fallen, 2016)
- Ratchet et Clank (Ratchet & Clank, 2016)